# Michail Kalinin
Michail Ivanovitj Kalinin (ryska: Михаил Иванович Калинин), född 19 november (7 november enligt julianska kalendern) 1875 i Verchnjaja Troitsa i guvernementet Tver, död 3 juni 1946 i Moskva, var en sovjetisk marxist-leninistisk politiker.

## Biografi
Kalinin var bondson, gick i byskola och arbetade i Putilovverken i Sankt Petersburg. Från 1898 var han medlem av Rysslands socialdemokratiska arbetareparti. Kalinin häktades flera gånger för sin politiska aktivitet och deporterades två gånger till Sibiren. Sista gången, 1913, lyckades han rymma.
Han var en av grundarna av den kommunistiska partitidningen Pravda. Efter oktoberrevolutionen 1917 blev han den förste bolsjevistiske borgmästaren i Petrograd, senare omdöpt till Leningrad.
Han var ordförande för Allryska centrala verkställande kommittén från 30 mars 1919 till 15 juli 1938. Då Sovjetunionen grundades år 1922 blev Kalinin också ordförande i Sovjetunionens centrala verkställande kommitté, ett ämbete som fungerade som landets statschef. 1938 fortsatte han som statschef under titeln ordförande i Högsta sovjets presidium. Från 1 januari 1926 till 3 juni 1946 var han medlem av kommunistpartiets politbyrå.
Han var delaktig i Stalins maktutövning och var den som formellt undertecknade ordern för Katynmassakern, men han hade dock i praktiken inget stort politiskt inflytande. Staden Tver hette mellan 1931 och 1990 Kalinin efter honom. Staden Königsberg bytte 1946 namn till Kaliningrad efter honom, vilket den fortfarande heter.

## Övrigt
Asteroiden 2699 Kalinin är uppkallad efter honom.